# Jane's Fighting Ships

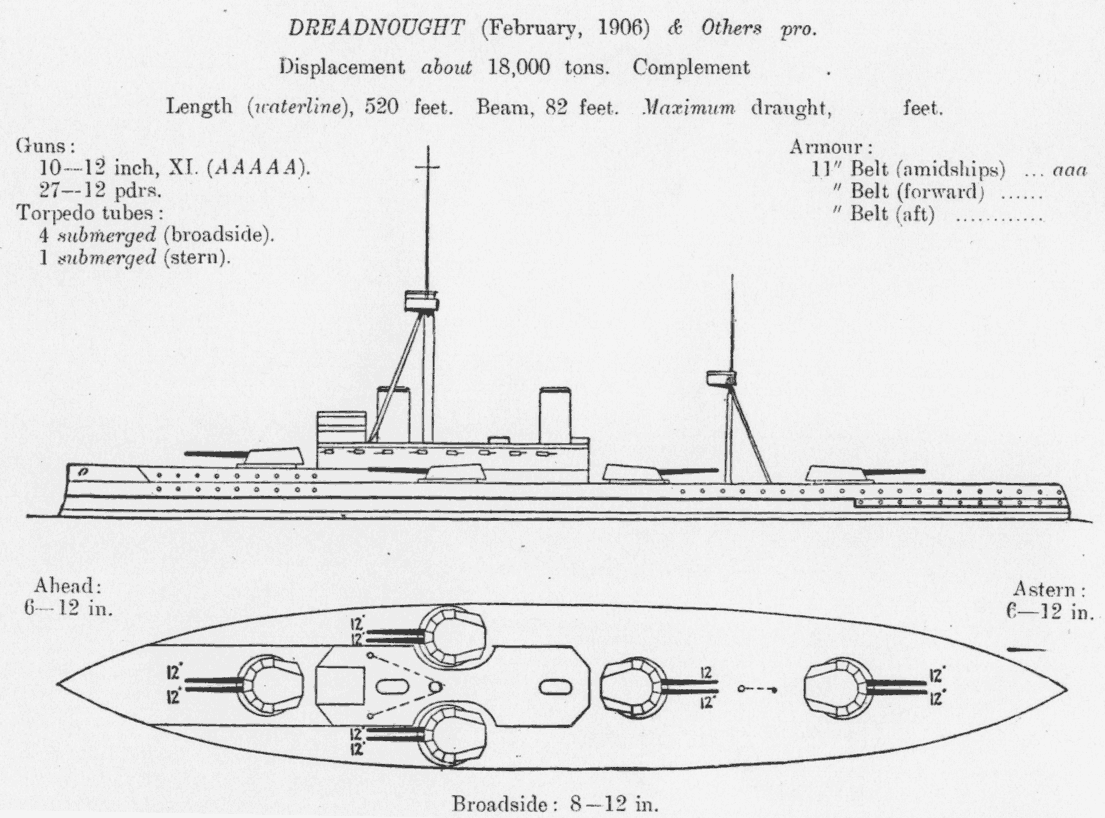
Description du Dreadnought dans l'édition 1906 - 1907.

Jane's Fighting Ships est un ouvrage de référence publié annuellement sous forme de livre relié mais aussi sur CD-ROM, en microfiche et en ligne, contenant des informations sur les navires de guerre du monde entier, classés par pays. Les informations portent sur les noms des navires, leurs dimensions, leurs armements, leur silhouette (avec un guide de reconnaissance), des photographies, etc.
Il a été publié à l'origine par John T. Jane (aussi connu sous le nom de Fred T.) en 1898, sous le titre de Jane's All the World's Fighting Ships. À la suite de son succès, d'autres ouvrages ont paru sur différents domaines militaires et civils. Il fait partie du Jane's Information Group, possédé actuellement par IHS.